# Edition of Contemporary Music
Edition of Contemporary Music, adesea abreviată ECM, este o casă de discuri fondată în 1969, în München, Germania de Manfred Eicher.  ECM este cel mai bine cunoscută pentru albumele de jazz produse. Motto-ul companiei ECM este "The Most Beautiful Sound Next To Silence", o frază preluată dintr-o recenzie a producțiilor ECM realizată de revista Coda, o revistă muzicală din Canada.

## Personalități la ECM
- Barry Altschul
- Gato Barbieri
- Carla Bley
- Paul Bley
- Anouar Brahem
- Anthony Braxton
- Gary Burton
- Don Cherry
- Art Ensemble of Chicago
- Chick Corea
- Jack DeJohnette
- Jan Garbarek
- Egberto Gismonti
- Eddie Gomez
- Trilok Gurtu
- Charlie Haden
- Herbie Hancock
- Dave Holland
- Keith Jarrett
- Albert Mangelsdorff
- John McLaughlin
- Pat Metheny
- Airto Moreira
- Jaco Pastorius
- Gary Peacock
- Flora Purim
- Arvo Pärt
- Terje Rypdal
- Dino Saluzzi
- Alexander von Schlippenbach
- Louis Sclavis
- Tomasz Stanko
- Bobo Stenson
- Mike Stern
- Miroslav Vitous
- Collin Walcott
- Eberhard Weber

## Români la ECM
- Mircea Ardeleanu
- Alexander Bălănescu
- Thomas Bogdan
- Helmut Nicolai
- Marius Ungureanu
- Macelaru Ionuț Silviu